# Panepistimio
Panepistimio (gr: Πανεπιστήμιο) – stacja metra ateńskiego na linii 2 (czerwonej). Została otwarta 28 stycznia 2000. Stacja znajduje się w sąsiedztwie Greckiej Biblioteki Narodowej, Uniwersytetu Narodowego oraz Akademii Ateńskiej. "Panepistimio" oznacza "uniwersytet" w języku greckim.